# Selecció de futbol d'Israel
La Selecció de futbol d'Israel és l'equip representatiu del país en les competicions oficials. La seva organització està a càrrec de l'Associació de Futbol d'Israel, pertanyent en la UEFA.

## Participacions a la Copa del Món
Campions      Finalistes      Tercers      Quarts
| Historial a la Copa del Món                     | Historial a la Copa del Món                     | Historial a la Copa del Món                     | Historial a la Copa del Món                     | Historial a la Copa del Món                     | Historial a la Copa del Món                     | Historial a la Copa del Món                     | Historial a la Copa del Món                     | Historial a la Copa del Món                     |
| Edició                                          | Ronda                                           | Posició                                         | PJ                                              | PG                                              | PE                                              | PP                                              | GF                                              | GC                                              |
| Com Mandat Britànic de Palestina (Eretz Israel) | Com Mandat Britànic de Palestina (Eretz Israel) | Com Mandat Britànic de Palestina (Eretz Israel) | Com Mandat Britànic de Palestina (Eretz Israel) | Com Mandat Britànic de Palestina (Eretz Israel) | Com Mandat Britànic de Palestina (Eretz Israel) | Com Mandat Britànic de Palestina (Eretz Israel) | Com Mandat Britànic de Palestina (Eretz Israel) | Com Mandat Britànic de Palestina (Eretz Israel) |
| ----------------------------------------------- | ----------------------------------------------- | ----------------------------------------------- | ----------------------------------------------- | ----------------------------------------------- | ----------------------------------------------- | ----------------------------------------------- | ----------------------------------------------- | ----------------------------------------------- |
| 1930                                            | No hi participà                                 | No hi participà                                 | No hi participà                                 | No hi participà                                 | No hi participà                                 | No hi participà                                 | No hi participà                                 | No hi participà                                 |
| 1934                                            | No s'hi classificà                              | No s'hi classificà                              | No s'hi classificà                              | No s'hi classificà                              | No s'hi classificà                              | No s'hi classificà                              | No s'hi classificà                              | No s'hi classificà                              |
| 1938                                            | No s'hi classificà                              | No s'hi classificà                              | No s'hi classificà                              | No s'hi classificà                              | No s'hi classificà                              | No s'hi classificà                              | No s'hi classificà                              | No s'hi classificà                              |
| Com Israel                                      |                                                 |                                                 |                                                 |                                                 |                                                 |                                                 |                                                 |                                                 |
| 1950                                            | No s'hi classificà                              | No s'hi classificà                              | No s'hi classificà                              | No s'hi classificà                              | No s'hi classificà                              | No s'hi classificà                              | No s'hi classificà                              | No s'hi classificà                              |
| 1954                                            | No s'hi classificà                              | No s'hi classificà                              | No s'hi classificà                              | No s'hi classificà                              | No s'hi classificà                              | No s'hi classificà                              | No s'hi classificà                              | No s'hi classificà                              |
| 1958                                            | No s'hi classificà                              | No s'hi classificà                              | No s'hi classificà                              | No s'hi classificà                              | No s'hi classificà                              | No s'hi classificà                              | No s'hi classificà                              | No s'hi classificà                              |
| 1962                                            | No s'hi classificà                              | No s'hi classificà                              | No s'hi classificà                              | No s'hi classificà                              | No s'hi classificà                              | No s'hi classificà                              | No s'hi classificà                              | No s'hi classificà                              |
| 1966                                            | No s'hi classificà                              | No s'hi classificà                              | No s'hi classificà                              | No s'hi classificà                              | No s'hi classificà                              | No s'hi classificà                              | No s'hi classificà                              | No s'hi classificà                              |
| 1970                                            | Primera fase                                    | 12s                                             | 3                                               | 0                                               | 2                                               | 1                                               | 1                                               | 3                                               |
| 1974                                            | No s'hi classificà                              | No s'hi classificà                              | No s'hi classificà                              | No s'hi classificà                              | No s'hi classificà                              | No s'hi classificà                              | No s'hi classificà                              | No s'hi classificà                              |
| 1978                                            | No s'hi classificà                              | No s'hi classificà                              | No s'hi classificà                              | No s'hi classificà                              | No s'hi classificà                              | No s'hi classificà                              | No s'hi classificà                              | No s'hi classificà                              |
| 1982                                            | No s'hi classificà                              | No s'hi classificà                              | No s'hi classificà                              | No s'hi classificà                              | No s'hi classificà                              | No s'hi classificà                              | No s'hi classificà                              | No s'hi classificà                              |
| 1986                                            | No s'hi classificà                              | No s'hi classificà                              | No s'hi classificà                              | No s'hi classificà                              | No s'hi classificà                              | No s'hi classificà                              | No s'hi classificà                              | No s'hi classificà                              |
| 1990                                            | No s'hi classificà                              | No s'hi classificà                              | No s'hi classificà                              | No s'hi classificà                              | No s'hi classificà                              | No s'hi classificà                              | No s'hi classificà                              | No s'hi classificà                              |
| 1994                                            | No s'hi classificà                              | No s'hi classificà                              | No s'hi classificà                              | No s'hi classificà                              | No s'hi classificà                              | No s'hi classificà                              | No s'hi classificà                              | No s'hi classificà                              |
| 1998                                            | No s'hi classificà                              | No s'hi classificà                              | No s'hi classificà                              | No s'hi classificà                              | No s'hi classificà                              | No s'hi classificà                              | No s'hi classificà                              | No s'hi classificà                              |
| 2002                                            | No s'hi classificà                              | No s'hi classificà                              | No s'hi classificà                              | No s'hi classificà                              | No s'hi classificà                              | No s'hi classificà                              | No s'hi classificà                              | No s'hi classificà                              |
| 2006                                            | No s'hi classificà                              | No s'hi classificà                              | No s'hi classificà                              | No s'hi classificà                              | No s'hi classificà                              | No s'hi classificà                              | No s'hi classificà                              | No s'hi classificà                              |
| 2010                                            | No s'hi classificà                              | No s'hi classificà                              | No s'hi classificà                              | No s'hi classificà                              | No s'hi classificà                              | No s'hi classificà                              | No s'hi classificà                              | No s'hi classificà                              |
| 2014                                            | No s'hi classificà                              | No s'hi classificà                              | No s'hi classificà                              | No s'hi classificà                              | No s'hi classificà                              | No s'hi classificà                              | No s'hi classificà                              | No s'hi classificà                              |
| 2018                                            | No s'hi classificà                              | No s'hi classificà                              | No s'hi classificà                              | No s'hi classificà                              | No s'hi classificà                              | No s'hi classificà                              | No s'hi classificà                              | No s'hi classificà                              |
| 2022                                            | No s'hi classificà                              | No s'hi classificà                              | No s'hi classificà                              | No s'hi classificà                              | No s'hi classificà                              | No s'hi classificà                              | No s'hi classificà                              | No s'hi classificà                              |
| 2026                                            | Pendent                                         | Pendent                                         | Pendent                                         | Pendent                                         | Pendent                                         | Pendent                                         | Pendent                                         | Pendent                                         |
| 2030                                            | Pendent                                         | Pendent                                         | Pendent                                         | Pendent                                         | Pendent                                         | Pendent                                         | Pendent                                         | Pendent                                         |
| 2034                                            | Pendent                                         | Pendent                                         | Pendent                                         | Pendent                                         | Pendent                                         | Pendent                                         | Pendent                                         | Pendent                                         |
| Total                                           | Primera fase                                    | Primera fase                                    | 3                                               | 0                                               | 2                                               | 1                                               | 1                                               | 3                                               |

### Mèxic 1970

#### Primera fase: Grup 2
| Pos | Equip   | PJ | PG | PE | PP | GF | GC | DG | Pts | Classificació           |
| --- | ------- | -- | -- | -- | -- | -- | -- | -- | --- | ----------------------- |
| 1   | Itàlia  | 3  | 1  | 2  | 0  | 1  | 0  | +1 | 4   | Avança a la segona fase |
| 2   | Uruguai | 3  | 1  | 1  | 1  | 2  | 1  | +1 | 3   | Avança a la segona fase |
| 3   | Suècia  | 3  | 1  | 1  | 1  | 2  | 2  | 0  | 3   |                         |
| 4   | Israel  | 3  | 0  | 2  | 1  | 1  | 3  | −2 | 2   |                         |

| Uruguai                  | 2–0     | Israel |
| ------------------------ | ------- | ------ |
| Maneiro 23' · Mujica 50' | Informe |        |

| Suècia       | 1–1     | Israel       |
| ------------ | ------- | ------------ |
| Turesson 53' | Informe | Spiegler 56' |

| Itàlia | 0–0     | Israel |
| ------ | ------- | ------ |
|        | Informe |        |